# Klaus Bruder
Klaus Bruder (* 12. September 1958 in Oppenau; † 22. April 1995 in Kirchzarten) war ein deutscher Akkordeonist, Jazzmusiker und Komponist.

## Leben und Werk
Klaus Bruder wurde in Oppenau im Schwarzwald geboren und studierte an der Musikhochschule in Karlsruhe. Seine kosmopolitische musikalische Vielseitigkeit wurde entscheidend durch sein jahrelanges Spiel mit dem Quintett des Sinti-Musikers Titi Winterstein in den Achtzigerjahren geprägt. Eine wichtige musikalische Zusammenarbeit verband ihn mit dem Kontrabassisten Florian Henschel, aus der zwei kongeniale Duo-Produktionen hervorgingen. Caravan (1989) definiert dabei nicht nur den Wert dieser ungewöhnlichen Duo-Besetzung für den Jazz neu, sondern auch die interpretierten Standards erklingen in bisher ungehörter polyphoner Dichte und lebendiger Leichtigkeit.
1988 begegnete Bruder auf der Freien Strasse in Basel dem Musiker und Menuhin-Schüler Volker Biesenbender, mit dem ihn bis zu seinem Tod eine enge musikalische Partnerschaft verband. Das Trio Avodah, bestehend aus Klaus Bruder (Akkordeon), Volker Biesenbender (Violine) und Florian Henschel (Kontrabass, ab 1990 Kontrabass Wolfgang Fernow) brachte 1988 und 1990 zwei vielbeachtete Schallplatten mit europäischer Volks- und Kunstmusik heraus. Das Trio trat seit 1988 in ganz Europa auf, unter anderem bei Yehudi Menuhins Sommerkonzerten in Gstaad und gemeinsam mit Menuhin bei einem Fernsehkonzert in Manchester 1988. Musiker wie Yehudi Menuhin oder Stéphane Grappelli bewunderten und schätzten Klaus Bruders Interpretationen.
Musikalisch bewegte sich Klaus Bruder auf seiner Hohner stilsicher zwischen Jazz, Klassik und freier Avantgarde. Neben der technischen Brillanz, die ihn ebenbürtig etwa neben Richard Galliano oder Dino Saluzzi stehen lässt, zeichnen sich seine Interpretationen durch eine bestechende kontrapunktische und rhythmische Vielfalt, harmonische Farbigkeit und präzise entworfene Improvisationen aus. Dabei werden die klanglichen Möglichkeiten des Instruments bis an die Grenzen ausgelotet.
Das Soloalbum Sheng etwa vereint daher durchaus folgerichtig Hommagen an Piazzolla und Jimi Hendrix mit Studien zu Blues, Klezmer und der chinesischen Mundorgel Sheng. Die flirrenden Klänge im Diskant, die das Stück Sheng stellenweise fast im Nichts verschwinden lassen und erdige, zuweilen fast brachiale Cluster in den tiefen Registern in Tribute to Jimi machen Sheng zu einem der bisher innovativsten Klangentwürfe für das Akkordeon, der auch heute nicht überholt ist und in der aktuellen Akkordeonistenlandschaft seinesgleichen sucht.
Neben seiner Arbeit als Solist, Duo- und Triopartner spielte Bruder als musikalischer Partner in Kabarettprogrammen mit der Schauspielerin Sibylle Birkenmeier.
1995 erlag Klaus Bruder einem Krebsleiden.

## Produktionen (Auswahl)
- Djinee Tu Kowa Ziro, 1985, mit  dem Titi Winterstein Quintett
- Live mit Vanessa und Sorba, 1987, mit dem Titi Winterstein Quintett
- Violacord, 1986, mit dem Geiger Antonin Ukleja
- à deux, 1987, mit Florian Henschel
- Caravan, 1989, mit Florian Henschel
- Avodah, 1988, mit dem Trio Avodah
- Live im WDR, 1990, mit dem Trio Avodah
- Sheng, 1992, Soloaufnahme
- Augenblick, 1994, mit Wolfgang Fernow (Kontrabass)